# خرس گوبی
خرس گوبی (نام علمی: Ursus arctos gobiensis) نام یک زیرگونه از گونه خرس قهوه‌ای است.